# Per Olof Swanberg
Per Olof Swanberg född 7 juni 1908 i Västra Broby, Kristianstads län, död 30 maj 2001 i Broddetorp, Västergötlands län, var en svensk tandläkare, naturfotograf och ornitolog. Han var son till överingenjör Magnus Swanberg och Maria Simonsson samt gift med keramikern Eva Swanberg, född Bergling.
Efter studentexamen i Helsingborg 1926 avlade han tandläkarexamen i Stockholm 1933. Han var därefter verksam som privatpraktiserande tandläkare i Ödeshög 1933–1935 och i Skara 1935–1978. Han var också tandläkare vid Stora Ekebergs sanatorium i Axvall från 1937.
Från unga år var han intresserad fotografering och vann redan som 18-åring ett förstapris i en tävling och kom då i kontakt med Victor Hasselblad, som blev en mentor och han blev en mycket skicklig naturfotograf. Redan i 21-årsåldern började hans författarskap av banbrytande naturböcker som Krankesjön (1932)  och  Fjällfåglars paradis (1936). Boken Vi fotograferar fåglar (1956) har blivit en klassiker som handbok i naturfotografering. 
Swanberg var en av initiativtagarna till Sveriges ornitologiska förening och hedersmedlem i flera naturskydds- och ornitologiska föreningar. Han promoverades till filosofie hedersdoktor av naturvetenskapliga fakulteten vid Lunds universitet 1971 och erhöll Peter van Tienhoven-priset vid universitetet i Bonn 1974 och det svenska Rosenbergstipendiet 1979.
Ett målinriktat arbete gjorde han genom sina insatser för att rädda Hornborgasjön från torrläggning och sjön kom på så sätt att utvecklas till en av Europas främsta fågelsjöar. I april 1991 bildade han Svenska tran-arbetsgruppen som en artgrupp inom Sveriges ornitologiska förening.